# Kleiner Chantaika-See
Der Kleine Chantaika-See (russisch Малое Хантайское озеро, Maloje Chantaiskoje Osero) ist ein etwa 58 km² (mit Nachbarseen und -buchten 70 km²) großer See an der Chantaika westlich des Putoranagebirges, dem Nordwestteil des Mittelsibirischen Berglands, gelegen jeweils im Autonomen Kreis Taimyr, im Norden der Region Krasnojarsk, von Sibirien und Russland (Asien).

## Geographische Lage
Der Kleine Chantaika-See liegt im Mittel rund 200 km nördlich des nördlichen Polarkreises etwas westlich des Putoranagebirges (max. 1701 m), wo er sich in West-Ost-Richtung am östlichen Jenissei-Zufluss Chantaika erstreckt. Während seine Hügellandschaft nach Osten über den Chantaisee in das Gebirge ansteigt, fällt sie nach Westen über den Chantaikastausee allmählich in die Ostausläufer des Westsibirischen Tieflands ab.
Der Kleine Chantaika-See liegt auf etwa 65 m, ist in Nordwest-Südost-Richtung mit dem südöstlichen Delitakimsee (eigentlich eine Bucht des Kleinen Chantaika-Sees) etwa 11 km lang und in West-Ost-Richtung rund 8 km breit.
Mit dem gleich hoch gelegenen, großen Chantaisee ist der Kleine Chantaika-See über den zwischen beiden Stillgewässern gelegenen Nekondasee und die durch beide Seen fließende, dort recht breite und von Osten kommende Chantaika verbunden. Während er von diesem Fluss und sonst von wenigen Bächen gespeist wird, ist die weiter westwärts durch den Chantaikastausee fließende und letztlich in den Jenissei mündende Chantaika sein einziger Abfluss.
Neben dem Chantaisee ist der Kleine Chantaika-See unter anderem von diesen Kleinseen umgeben: Nekondasee (Nordosten), Delitschisee (Osten), Komtschisee (Ostsüdosten), Delitakimsee (Südosten) mit daran anschließendem Togodysee (Süden) und Arbaklisee (Südwesten). Ein paar dieser jeweils auch auf 65 m Höhe liegenden Seen sind Buchten des Kleinen Chantaika-Sees, was besonders auf den Delitakimsee zutrifft.
Auf einer Halbinsel am Übergang des Kleinen Chantaika-Sees zum Delitakimsee liegt die Ansiedlung Delitakim (⊙). Ansonsten sind die Seeufer unbesiedelt.

## Klima, Flora und Fauna
Die Region des Kleinen Chantaika-See liegt im Bereich des Permafrostbodens. Der See ist alljährlich von Oktober bis Juni von Eis bedeckt. An seinen Ufern gedeihen boreale Nadelwälder (Taiga) und auf den Bergen seiner Umgebung herrscht die Tundra mit ihren Moosen und Flechten. Im fischreichen See leben zum Beispiel Barschfische, Hechte, Lachsfische.